# Барановка (Сакский район)
Бара́новка (до 1948 года Кучу́к-Бара́ш; укр. Баранівка, крымскотат. Küçük Baraş, Кучюк Бараш) — исчезнувшее село в Сакском районе Республики Крым (согласно административно-территориальному делению Украины — Автономной Республики Крым), располагавшееся на севере района, в степной части Крыма, примерно в 2,5 километрах юго-восточнее современного села Наумовка. Исключено из учётных данных в 1972 году.

## История
Первое документальное упоминание села встречается в Камеральном Описании Крыма… 1784 года, судя по которому, в последний период Крымского ханства Кючюк Бараш входил в Каракуртский кадылык Бахчисарайского каймаканства. После присоединения Крыма к России (8) 19 апреля 1783 года, (8) 19 февраля 1784 года, именным указом Екатерины II сенату, на территории бывшего Крымского Ханства была образована Таврическая область и деревня была приписана к Евпаторийскому уезду. После Павловских реформ, с 1796 по 1802 год, входила в Акмечетский уезд Новороссийской губернии. По новому административному делению, после создания 8 (20) октября 1802 года Таврической губернии, Кучук-Бараш был включён в состав Урчукской волости Евпаторийского уезда.
По Ведомости о волостях и селениях, в Евпаторийском уезде с показанием числа дворов и душ… от 19 апреля 1806 года, в деревне Кучук-Бараш числилось 8 дворов, 68 крымских татар и 2 ясыра. На военно-топографической карте генерал-майора Мухина 1817 года деревня Кучук бараш обозначена с 15 дворами. После реформы волостного деления 1829 года Кучук Бараш, согласно «Ведомости о казённых волостях Таврической губернии 1829 года», остался в составе Урчукской волости. На карте 1836 года в деревне 19 дворов. Затем, видимо, вследствие эмиграции крымских татар в Турцию, деревня опустела, и на карте 1842 года деревня Кучук-Бораш обозначена условным знаком «малая деревня» (это означает, что в ней насчитывалось менее 5 дворов).
В 1860-х годах, после земской реформы Александра II, деревню приписали к Абузларской волости. Согласно «Памятной книжке Таврической губернии за 1867 год», деревня Кучук Бараш была покинута жителями в 1860—1864 годах в результате эмиграции крымских татар, особенно массовой после Крымской войны 1853—1856 годов, в Турцию, а затем вновь заселена татарами. В «Списке населённых мест Таврической губернии по сведениям 1864 года», составленном по результатам VIII ревизии 1864 года, Кучук-Бараш — владельческая татарская деревня, с 18 дворами, 96 жителями и мечетью при колодцах. По обследованиям профессора А. Н. Козловского 1867 года, глубина колодцев в деревне составляла 8,5—9 саженей (17—18 м), но вода в них была солёная и горькая. На трёхверстовой карте Шуберта 1865—1876 года в деревне Кучук-Бораш показаны 18 дворов. В «Памятной книге Таврической губернии 1889 года», включившей результаты Х ревизии 1887 года, в деревне Кучук-Бораш числилось 20 дворов и 104 жителя. Согласно «…Памятной книжке Таврической губернии на 1892 год», в деревне Кучук-Бораш, входившей в Биюк-Борашский участок, числилось 168 жителей в 15 домохозяйствах.
Земская реформа 1890-х годов в Евпаторийском уезде прошла после 1892 года; в результате Кучук-Бораш (записано, как Бораш-Кучук) приписали к Кокейской волости. По «…Памятной книжке Таврической губернии на 1900 год», в деревне числилось 137 жителей в 35 дворах. По Статистическому справочнику Таврической губернии. Ч.II-я. Статистический очерк, выпуск пятый Евпаторийский уезд, 1915 год, в деревне Бораш-Кучук Кокейской волости Евпаторийского уезда числилось 10 дворов (2 двора с землёй, 8 — безземельные) с татарским населением в количестве 30 человек приписных жителей и 20 — «посторонних», из которых 38 мужчин и 20 женщин. Жители владели 500 десятинами удобной земли. В хозяйствах имелось 60 лошадей и 600 голов мелкого скота.
После установления в Крыму Советской власти, по постановлению Крымревкома от 8 января 1921 года № 206 «Об изменении административных границ» была упразднена волостная система, и село вошло в состав Евпаторийского района Евпаторийского уезда, а в 1922 году уезды получили название округов. 11 октября 1923 года, согласно постановлению ВЦИК, в административное деление Крымской АССР были внесены изменения, в результате которых округа были отменены и произошло укрупнение районов: территорию округа включили в Евпаторийский район. Согласно Списку населённых пунктов Крымской АССР по Всесоюзной переписи 17 декабря 1926 года, в селе Кучук-Бораш, в составе упразднённого к 1940 году Кокейкого сельсовета Евпаторийского района, числилось 30 дворов, из них 26 крестьянских, население составляло 133 человека, все татары. Постановлением президиума КрымЦИК от 26 января 1935 года «Об образовании новой административной территориальной сети Крымской АССР» был создан Сакский район; село включили в его состав.
В 1944 году, после освобождения Крыма от фашистов, согласно Постановлению ГКО № 5859 от 11 мая 1944 года, 18 мая крымские татары были депортированы в Среднюю Азию. 12 августа 1944 года было принято постановление № ГОКО-6372с «О переселении колхозников в районы Крыма», по которому в район из Курской и Тамбовской областей РСФСР в район переселялись 8100 колхозников, а в начале 1950-х годов последовала вторая волна переселенцев из различных областей Украины. С 25 июня 1946 года Темеш в составе Крымской области РСФСР. Указом Президиума Верховного Совета РСФСР от 18 мая 1948 года Кучук-Бараш переименовали в Барановку. 26 апреля 1954 года Крымская область была передана из состава РСФСР в состав УССР. Время включения в состав Сизовского сельсовета пока не установлено: на 15 июня 1960 года посёлок Барановка уже числился в его составе. Указом Президиума Верховного Совета УССР «Об укрупнении сельских районов Крымской области» от 30 декабря 1962 года село присоединили к Евпаторийскому району. 1 января 1965 года указом Президиума ВС УССР «О внесении изменений в административное районирование УССР — по Крымской области» Евпаторийский район был упразднён, и село включили в состав Сакского района. Населённый пункт ликвидирован в период между 1968 годом, когда посёлок ещё значился в составе Сизовского сельского совета и 1977 годом, когда Барановка уже числилась в списке упразднённых сёл.

### Динамика численности населения
| - 1805 год — 70 чел. - 1864 год — 96 чел. - 1889 год — 104 чел. - 1892 год — 168 чел. | - 1900 год — 137 чел. - 1915 год — 30/20 чел. - 1926 год — 133 чел. |